# Kepler-612 b
Kepler-612 b és un planeta extrasolar que forma part d'un sistema planetari format per almenys un planeta. Orbita l'estel denominat Kepler-612. Va ser descobert l'any 2016 per la sonda Kepler per mitjà de trànsit astronòmic.